# Élections législatives de 1956 en Gironde
Les élections législatives françaises de 1956 se tiennent le 2 janvier.
Ce sont les dernières élections législatives de la Quatrième république, après les élections de novembre 1946 et de juin 1951.

## Mode de scrutin
L'Assemblée nationale est composée de 626 sièges pourvus au scrutin proportionnel plurinominal suivant la règle de la plus forte moyenne dans le cadre départemental, sans panachage.
Le vote préférentiel est admis, en inscrivant un numéro d'ordre en face du nom d'un, de plusieurs ou de tous les candidats de la liste. Mais l'ordre ne pourra être modifié que si au moins la moitié des suffrages portés sur la liste est numéroté. Dans les faits les modifications ne dépasseront jamais les 7%.
La loi électorale du 7 mai 1951, dite loi des apparentements, reste en vigueur. Elle permet à la base une répartition des sièges à la représentation proportionnelle dans le département, mais si des listes « apparentées » avant le déroulement du scrutin obtiennent ensemble une majorité absolue de suffrages exprimés, elles reçoivent directement tous les sièges à pourvoir.
Dans le département du Gironde, dix députés sont à élire.

## Élus
| Député sortant        | Parti | Parti    | Député élu ou réélu   | Parti | Parti    |
| --------------------- | ----- | -------- | --------------------- | ----- | -------- |
| 1re Circonscription   |       |          |                       |       |          |
| Marc Dupuy            |       | PCF      | Marc Dupuy            |       | PCF      |
| Jean-Fernand Audeguil |       | SFIO     | André Le Floch        |       | SFIO     |
| Paul Estèbe           |       | ARS      | Renée Reyraud         |       | PCF      |
| Jacques Chaban-Delmas |       | Rép. soc | Jacques Chaban-Delmas |       | Rép. soc |
| Émile Liquard         |       | Rép. soc | Émile Liquard         |       | Rép. soc |
| Lucien de Gracia      |       | Rép. soc | Victor Reoyo          |       | UFF      |
| 2e Circonscription    |       |          |                       |       |          |
| Jean Sourbet          |       | CNIP     | Jean Sourbet          |       | CNIP     |
| Jules Ramarony        |       | CNIP     | Jean Rieu             |       | PCF      |
| Gabriel Seynat        |       | Rép. soc | Jean-Raymond Guyon    |       | SFIO     |
| Gérard Deliaune       |       | Rép. soc | Albert Davoust        |       | UFF      |

## Résultats

### Première circonscription  (Ouest)
1. Un seul apparentement est conclu, il regroupe les trois listes poujadistes.

| Parti    | Parti     | Tête de liste               | Résultats | Résultats | Appar. | Appar. | Sièges |
| Parti    | Parti     | Tête de liste               | Voix      | %         | Voix   | %      | Nb.    |
| -------- | --------- | --------------------------- | --------- | --------- | ------ | ------ | ------ |
|          | Rép. soc  | Jacques Chaban-Delmas       | 58 385    | 21,82     | -      | -      | 2 1    |
|          | PCF       | Marc Dupuy                  | 53 288    | 19,92     | -      | -      | 2 1    |
|          | SFIO      | André Le Floch              | 45 632    | 17,06     | -      | -      | 1      |
|          | UFF       | Victor Reoyo                | 37 017    | 13,84     | 30 329 | 11,34  | 1 1    |
|          | Act° civ. | Marthe Le Borgne de Palfray | 37 017    | 13,84     | 3 634  | 1,36   | -      |
|          | Déf. agri | Jacques Fournier            | 37 017    | 13,84     | 3 054  | 1,14   | -      |
|          | CNIP-ARS  | Paul Estèbe                 | 22 588    | 8,44      | -      | -      | - 1    |
|          | Rad-soc   | Raymond Brun                | 20 241    | 7,57      | -      | -      | -      |
|          | MRP       | Pierre Dumas                | 16 328    | 6,10      | -      | -      | -      |
|          | CNIP      | Jules Ramarony              | 12 030    | 4,50      | -      | -      | -      |
|          |           |                             |           |           |        |        |        |
| Inscrits | Inscrits  | Inscrits                    | 340 636   | 100,00    |        |        | 6      |
| Votants  | Votants   | Votants                     | 275 201   | 80,79     |        |        |        |
| Exprimés | Exprimés  | Exprimés                    | 267 543   | 97,22     |        |        |        |

### Deuxième circonscription  (Est)
- Aucun apparentement n'est conclut.

|                | Jean Sourbet Centre national des indépendants et paysans (ARS)         | 42 306  | 25,18  | 1 |  |  |
|                | Jean-Raymond Guyon Section française de l'Internationale ouvrière      | 38 573  | 22,96  | 1 |  |  |
|                | Jean Rieu Parti communiste français                                    | 29 540  | 17,59  | 1 |  |  |
|                | Albert Davoust Union et fraternité française                           | 26 100  | 15,54  | 1 |  |  |
|                | Marcel Dupuy Parti radical                                             | 13 284  | 7,91   | - |  |  |
|                | Gabriel Seynat Républicains sociaux                                    | 8 670   | 5,16   | - |  |  |
|                | René-Jean Barrière Rassemblement national français (Réforme de l'État) | 8 296   | 4,94   | - |  |  |
|                |                                                                        |         |        |   |  |  |
| Inscrits       | Inscrits                                                               | 217 264 | 100,00 | 4 |  |  |
| Abstentions    | Abstentions                                                            | 44 785  | 20,61  |   |  |  |
| Votants        | Votants                                                                | 172 479 | 79,39  |   |  |  |
| Blancs et nuls | Blancs et nuls                                                         | 4 493   | 2,6    |   |  |  |
| Exprimés       | Exprimés                                                               | 167 986 | 97,4   |   |  |  |